# Raoul Forcade
Pour les articles homonymes, voir Forcade.
Eugène-André Forcade, dit Raoul-André-Jacques Forcade, né le 5 mars 1852 à Paris et mort le 7 janvier 1899 dans sa ville natale, est un artiste peintre, illustrateur et sculpteur français.

## Biographie
Le 5 mars 1852, Marguerite-Rose Moulin (1828-1886), connue comme artiste dramatique sous le nom de scène de « Mlle d'Harville », donna naissance à un fils, Eugène-André, dont le père était « non dénommé » sur l'acte de naissance enregistré à la mairie du premier arrondissement de Paris. Dix-sept ans plus tard, le 26 juillet 1869, il fut reconnu par le journaliste Jacques-Eugène Forcade (1820-1869), chroniqueur à la Revue des Deux Mondes, à la veille de son mariage avec Marguerite-Rose Moulin,. Malheureusement, Eugène Forcade mourut quelques mois plus tard.
Licencié ès lettres et licencié ès sciences, le jeune Forcade se consacra cependant à la peinture. Il exposa deux paysages au Salon de 1870 et comptait entrer à l’École des Beaux-Arts quand la Guerre franco-allemande éclata. Lors de la répression de la Commune de Paris, il fut l'un des témoins des exactions de la Semaine sanglante et fut lui-même brièvement arrêté.
Élève d'Alexandre Cabanel, il obtint deux premières mentions honorables au prix Troyon (en 1877, derrière le lauréat Émile Dameron, et en 1881, année sans lauréat), ainsi que le prix Jauvin d'Attainville (1880).
Les débuts de Forcade furent difficiles : plusieurs de ses tableaux furent saisis à la requête de ses créanciers,.
Entre 1870 et 1883, il exposa régulièrement ses tableaux au Salon. Il s'agissait principalement de paysages et de scènes de genre, plus occasionnellement de tableaux d'histoire et de portraits, auxquels s'ajoutent encore quelques sculptures en plâtre. Les catalogues de ces années le mentionnent comme Raoul-André-Jacques Forcade, né à Dieppe, et ses toiles sont signées « R. Forcade ». Lors de ses dernières participations au Salon des artistes français, entre 1890 et 1892, il est en revanche mentionné avec ses vrais prénoms et lieu de naissance.
Il eut plusieurs élèves, dont Pierre Ernest Levallois, Lucien-Napoléon-François Totain, Jeanne Lemaire et Henri Gérard.
Au début des années 1880, l’État lui acheta plusieurs toiles, dont La Part du bateau (Salon de 1879), acquis en 1881, Le Printemps (1882), envoyé en 1884 à Berlin afin d'y orner l'ambassade de France, et Matin dans le bois de Chaville (1883), déposé l'année suivante au musée de Brou.
Après avoir résidé à Billancourt (au no 44 de la rue de Meudon) jusqu'à la fin des années 1870, il vécut ensuite entre la capitale et Saint-Rémy-lès-Chevreuse.
En juillet 1882, Raoul Forcade prit la direction d'un nouveau journal artistique, L'Avenir artistique, qui avait pour ambition de contester la place prise par la Société des artistes français. Cette publication fut cependant éphémère et Forcade adhéra à la société trois ans plus tard.
La même année (1882), aux côtés d'autres peintres (dont Hareux, Lucas et Renard) et sous la direction de Pierre Carrier-Belleuse, Forcade travailla à la réalisation du gigantesque Panorama de Notre-Dame de Lourdes.
Dans la seconde moitié des années 1880, Forcade fournit des illustrations pour la presse, collaborant notamment à La Journée, à L'Univers illustré, au Monde illustré et, surtout, à La Chasse illustrée. La majorité de ces compositions ont pour thème la chasse et les animaux. Il était lui-même adepte des loisirs cynégétiques et titulaire d'un permis de chasse avant ses 19 ans. Il était également membre de la Société protectrice des animaux depuis 1876. 
En mai 1895, il fut élu secrétaire général de la Société des dessinateurs-illustrateurs présidée par Henri Pille. L'année suivante, il fut l'un des premiers adhérents du Syndicat de la propriété artistique.
En juillet 1896, Forcade fut chargé par la Compagnie générale transatlantique d'embarquer sur le Général-Chanzy, un paquebot en route vers la Norvège, afin de réaliser les croquis préparatoires à la publication d'un album artistique. Le navire s'étant échoué sur des rochers dans le Nordfjord, l'artiste prit une part active à l'évacuation des autres passagers.
Forcade vivait en couple avec Louise Leyder (1858-1897), avec laquelle il eut plusieurs enfants : André Jacques Raoul (1884-1884) et Madeleine Andrée (1885-1890), tous deux morts en bas âge, puis Jacques-Raoul-André (1887-1918, mort pour la France), Jean-Pierre (1889-1975) et enfin Marthe Jeanne Yvonne (1894-1984).
Après la mort de Louise, survenue en 1897, Forcade sombra dans la morphinomanie. Le 6 janvier 1899, il mit ses affaires en ordre en reconnaissant officiellement ses trois enfants survivants. Le lendemain, vers 19h, deux des enfants de l'artiste se rendirent au commissariat du quartier de la Sorbonne pour signaler que leur père se roulait par terre en criant. Quand la police se rendit sur les lieux, au no 10 de la rue du Fouarre, elle y découvrit le corps de l'artiste étendu au milieu de la salle à manger. Deux employés de l'hôpital de la Pitié furent chargés de déclarer le décès.
Le riche homme politique Edmond Archdeacon, qui avait été le protecteur de l'artiste, fut tout d'abord désigné tuteur des trois orphelins, mais il fut déchargé de cette responsabilité devant la Justice après avoir fait valoir qu'il n'était pas en parenté avec eux et qu'il vivait trop loin de Paris, ayant son domicile à Cheney, dans l'Yonne.

## Galerie

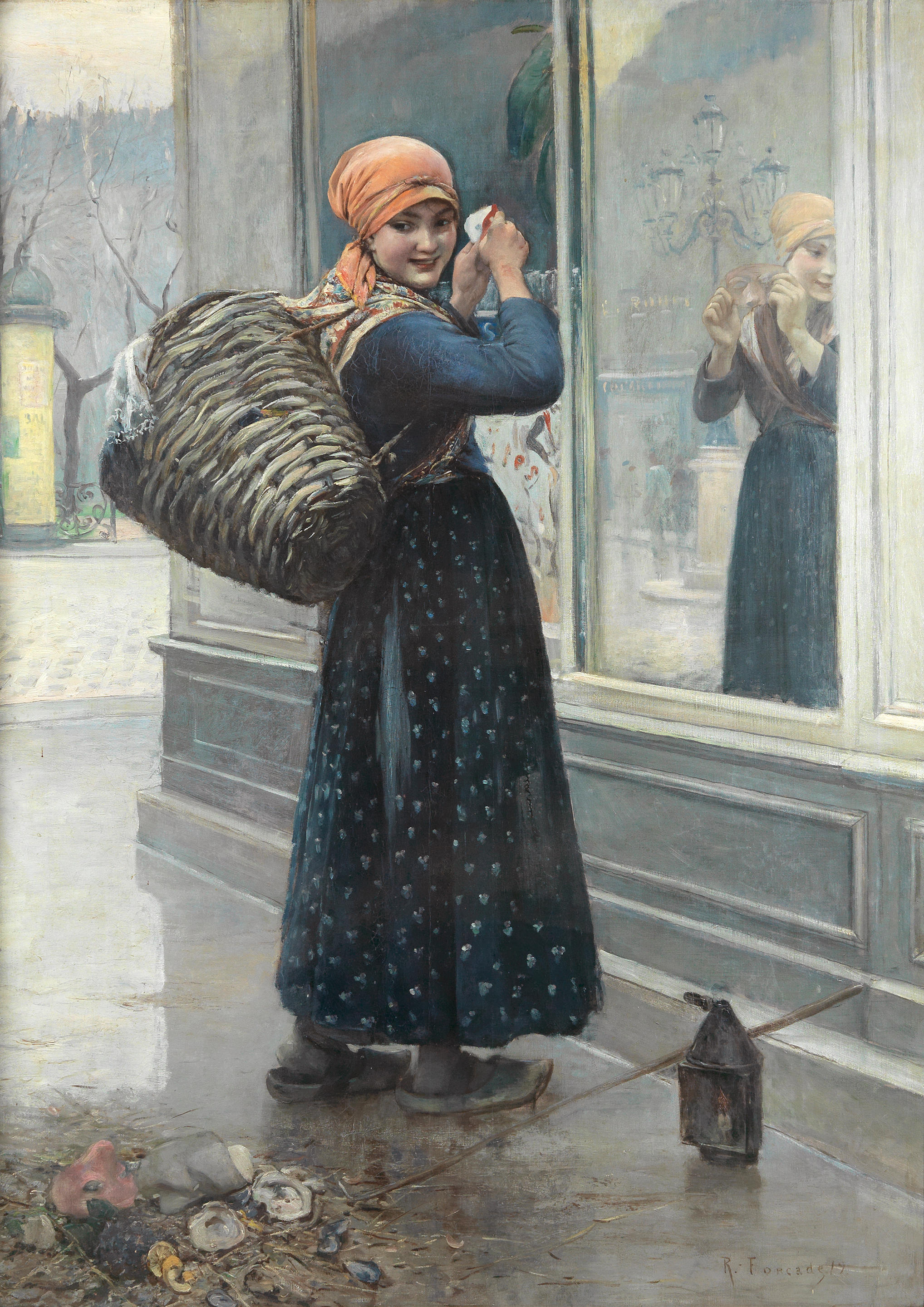
Jeanne! (1879).
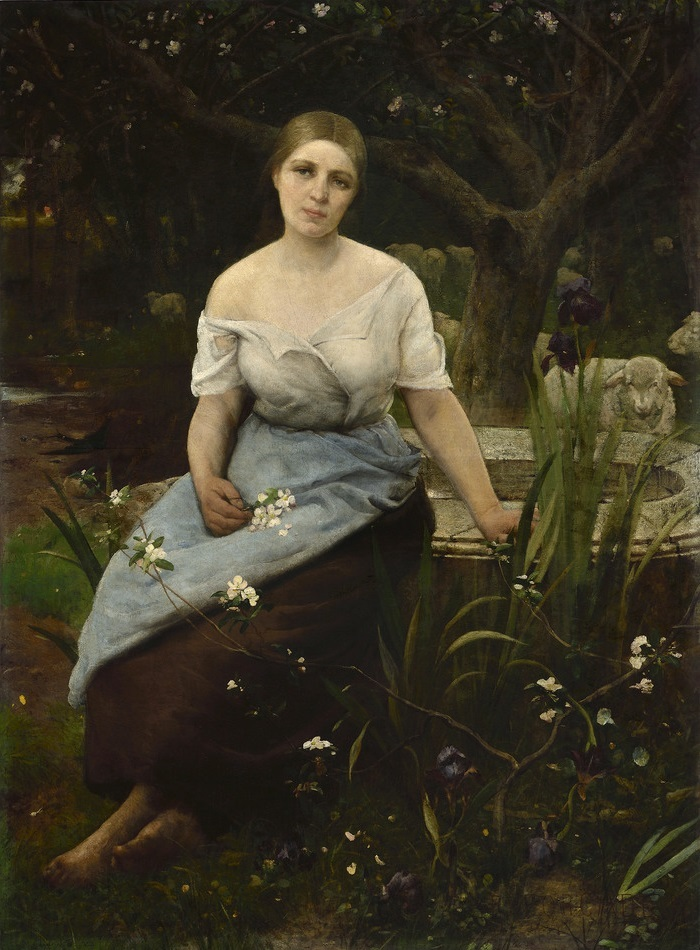
Le Printemps (1882).
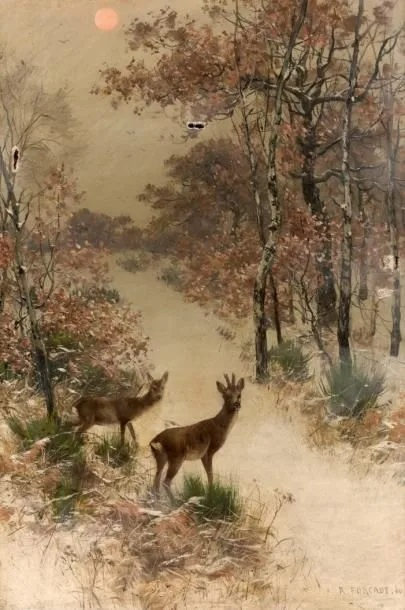
Couple de chevreuils au bord du chemin (1886).
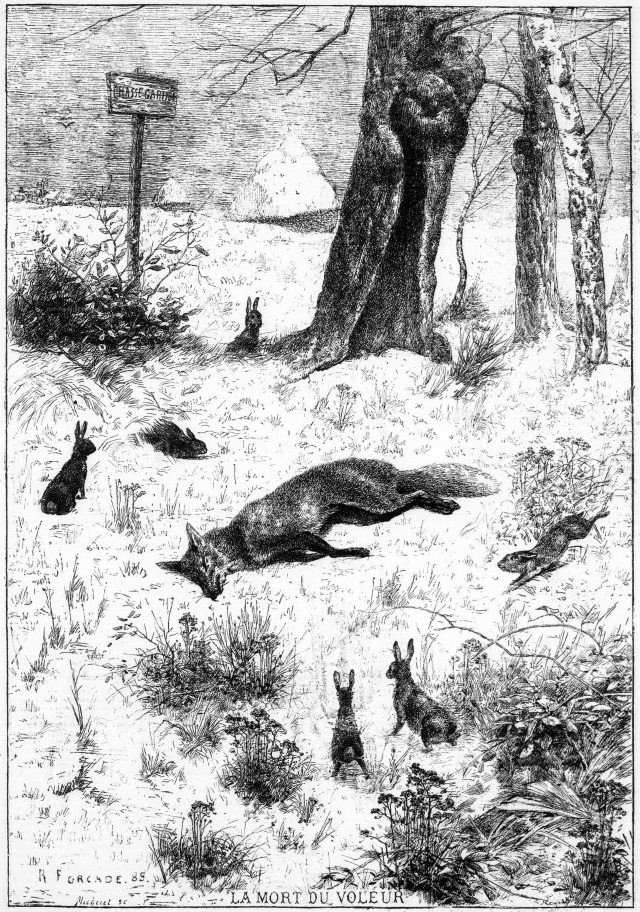
La Mort du voleur (La Journée, 16 janvier 1886).
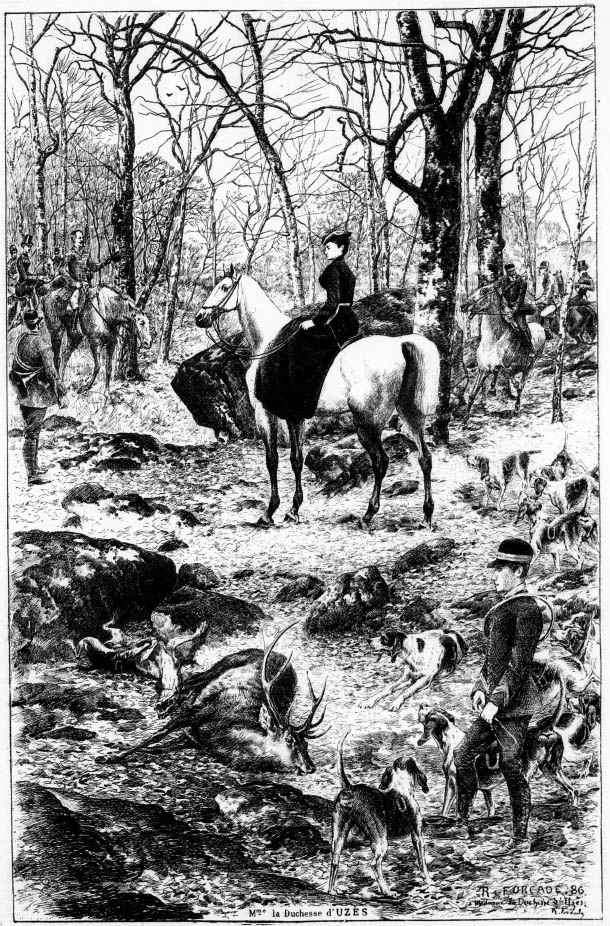
La Duchesse d'Uzès (La Journée, 21 janvier 1886).

## Œuvres
Sauf mention contraire : huile sur toile.

### Œuvres exposées au Salon
- 1870 : Verger, en Normandie (no 1075), 75 × 125 cm[25].
- 1870 : Côtes de Bretagne (no 1076), 90 × 110 cm.
- 1872 : Bateau échoué, à marée basse, dans l'avant-port de Dieppe; effet de brume (no 637)
- 1873 : Baie des Blancs-Sablons, au Conquet (Finistère) (no 579), 150 × 190 cm.
- 1874 : L'Allée des tilleuls, à Billancourt (no 744)
- 1874 : Jeune tricoteuse (no 745)
- 1875 : Sur l'eau (no 825)
- 1875 : Aux environs de Honfleur (no 826)
- 1875 : Feuille d'automne (no 827)
- 1876 : Un Soir de printemps (no 811)
- 1876 : La Vieille au rouet (no 812)
- 1877 : Une Cour de ferme, en Normandie (no 853)
- 1877 : La Fin de la journée (no 854)
- 1877 : Marianne, paysanne de la Brie (buste, plâtre) (no 3784)
- 1878 : La Fête-Dieu (no 918)[26].
- 1878 : Jeanne-Yvonne, la mendiante (buste, plâtre) (no 4256)
- 1879 : Jeanne![27] (no 1244), 145,1 × 106 cm (ou 145 × 107 cm), collection privée[28].
- 1879 : La Part du bateau (no 1245), acheté par l’État en 1881[28].
- 1879 : Mohomet, griffon-breton et Rageur, chien anglo-poitevin (têtes, plâtre) (no 5024)
- 1880 : Les Mauvaises herbes (no 1458), 90 × 100 cm[29].
- 1880 : La Fille du garde (no 1459), 65 × 48 cm
- 1881 : Le Dernier Girondin (no 901)[30].
- 1881 : L'Enfant malade (no 902)[30].
- 1882 : Frères et sœurs, portraits (no 1059)
- 1882 : Portrait de M. L. Couturier, portraits (no 1060)
- 1883 : La Chevrière, bois de Saint-Paul, à Saint-Rémy-lès-Chevreuse (no 953)
- 1890 : Au secours! - baie de Fouesnant (Finistère) (no 936)
- 1891 : Fille de braconnier (no 632)
- 1891 : Vieux ormes, à Gadancourt (no 633)
- 1892 : Entrée de Gadancourt, effet d'automne (no 696)

### Autres
(Liste non exhaustive)
- Étang et lavandière, 1874, 43,5 × 59,5 cm, collection particulière[31].
- Saint Jérôme, exposé à Rouen en 1878[32], non localisé.
- Portrait de Mme B. T., exposé à Rouen en 1878, non localisé.
- Nausicaa (prix d'Attainville, catégorie paysage, 1880)[7], non localisé.
- Le Printemps, 1882, 140 × 105 cm, Centre national des arts plastiques, inv. FNAC 1819, acheté par l’État en 1882.
- Matin dans le bois de Chaville, 1883, 150 × 90 cm, acheté par l’État et déposé en 1884 au musée de Brou à Bourg-en-Bresse, inv. 884.1.
- Le Garde-chasse en forêt, 73 × 59 cm[33].
- Couple de chevreuils au bord du chemin, 1886, 55 × 37 cm, collection particulière[34].
- Le Petit Cocher (ou L'Approche de l'hiver)[35], 1887, 55 × 38 cm, collection particulière[36].
- Portrait d'Antoine Balard, 1888[37], Université de Montpellier, inv. UM.MOBI.0007.
- Picking Apple Blossoms (Cueillette des fleurs de pommier), 65 × 53 cm, Big Rapids, Université d'État Ferris, Collection Curtis.
- Chiens bassets, Musée des Beaux-Arts de Morlaix[38].
- Claude Debussy, huile sur panneau, 34 × 22 cm ou 35 × 24 cm, Paris, BnF, Rés. Vma 355, collection André Meyer.
- Venise (panneau), 59 × 37 cm[39].